# Закон впливу мас
Закон впливу мас — закон хімічної кінетики, згідно з яким ефект хімічної речовини прямо пропорційний його концентрації і реакція АВ = С досягає рівноваги відразу, якщо реалізується умова
Екстраполюючи це відношення на екосистеми, можна замінити концентрації речовин на ступеня домінування видів в системі, і тоді можна виявити співвідношення видів у біоценозі.
Формула:
K = C : AB